# Куруа (Пара)

Куруа на карте штата.

Куруа (порт. Curuá) — муниципалитет в Бразилии, входит в штат Пара. Составная часть мезорегиона Байшу-Амазонас. Входит в экономико-статистический микрорегион Сантарен. Население составляет  12 254 человек на 2010 год. Занимает площадь 1431,157 км². Плотность населения — 8,56 чел./км².
Праздник города — 28 декабря.

## История
Город основан в 1997 году.

## Демография
Согласно сведениям, собранным в ходе переписи 2010 г. Национальным институтом географии и статистики (IBGE), население муниципалитета составляет:
| Полное население                               | Полное население                               | Полное население                               | Полное население                               | 12 254 |
| ---------------------------------------------- | ---------------------------------------------- | ---------------------------------------------- | ---------------------------------------------- | ------ |
| в том числе:                                   | Городское население                            | 5781                                           | Процент городского населения, %                | 47,18  |
|                                                | Сельское население                             | 6473                                           | Процент сельского населения, %                 | 52,82  |
|                                                | Мужское население                              | 6456                                           | Процент мужского населения, %                  | 52,68  |
|                                                | Женское население                              | 5798                                           | Процент женского населения, %                  | 47,32  |
| Плотность населения, чел/км²                   | Плотность населения, чел/км²                   | Плотность населения, чел/км²                   | Плотность населения, чел/км²                   | 8,56   |
| Население муниципалитета в % к населению штата | Население муниципалитета в % к населению штата | Население муниципалитета в % к населению штата | Население муниципалитета в % к населению штата | 0,16   |

По данным оценки 2015 года население муниципалитета составляет 13 562 жителя.

## Статистика
- Валовой внутренний продукт на 2003 год составляет 29 422 623,00 реалов (данные: Бразильский институт географии и статистики).
- Валовой внутренний продукт на душу населения на 2003 год составляет 3060,39 реалов (данные: Бразильский институт географии и статистики).
- Индекс развития человеческого потенциала на 2000 год составляет 0,668 (данные: Программа развития ООН).

## Важнейшие населенные пункты
| № | Населённый пункт | Населённый пункт (порт.) | Категория | Население чел. (2010) | На карте                       |
| - | ---------------- | ------------------------ | --------- | --------------------- | ------------------------------ |
| 1 | Куруа            | Curuá                    | город     | 5781                  | 1°53′25″ ю. ш. 55°07′09″ з. д. |
| 2 | Аполинариу       | Apolinário               | поселок   | 809                   | 1°43′50″ ю. ш. 55°05′52″ з. д. |
| 3 | Кастаньял-Гранди | Castanhal Grande         | поселок   | 459                   | 1°52′59″ ю. ш. 55°02′28″ з. д. |
| 4 | Макура           | Macura                   | поселок   | 458                   | 1°54′32″ ю. ш. 55°09′19″ з. д. |
| 5 | Вила-Барбоса     | Vila Barbosa             | поселок   | 274                   | 2°05′59″ ю. ш. 55°06′38″ з. д. |